# Garsa de mar negra de les Canàries
La garsa de mar negra de les Canàries (Haematopus meadewaldoi) és un ocell, actualment extint, de la família dels hematopòdids (Haematopodidae) que era endèmic de l'arxipèlag canari.
De proporcions semblants a la garsa de mar comuna però amb el plomatge completament negre, bec i anell ocular roig taronja, iris vermell i potes rosa. Està documentada la seva presència a Fuerteventura, Lanzarote, la Graciosa i altres illots menors. La darrera cita fiable és de 1913.